# Suzanne Bazin
Suzanne Bazin, née le 4 juillet 1912 à La Ferté-sous-Jouarre et morte le 8 novembre 1989 à La Verrière est une biologiste et spécialiste de la pathologie du tissu conjonctif.

## Biographie
Elle travaille à l'Institut Pasteur au service de pathologie expérimentale de Garches.
Elle fait partie du premier bureau de la société savante Club Français du Tissu Conjonctif, avec Albert Delaunay et Ladislas Robert.
Elle a été membre du collège de France[réf. nécessaire].

## Distinctions
Elle est récompensée en 1976 de la médaille d'argent du CNRS.

## Publications
- Contribution à l'étude de l'action des substances toxiques sur la cellule végétale (elodea canadensis)...Thèse de pharmacie, doctorat d'État. Paris : Jouve, 1941[3]
- Influence de l'acide combiné aux matières colorantes basiques sur leur pénétration dans la cellule végétale et sur quelques-unes de leurs propriétés physico-chimiques. Thèse de sciences naturelles. Paris : Jouve, 1944[4]